# Борисов Ігор Андрійович
І́гор Андрі́йович Бори́сов (рос. Игорь Андреевич Борисов; нар. 5 квітня 1924, Москва, РРФСР, СРСР) — радянський академічний веслувальник, срібний призер Олімпійських ігор.
Заслужений майстер спорту СРСР (1954).

## Життєпис
Тричі, у 1953—1955 роках, у складі вісімки перемагав на чемпіонатах Європи. Шестиразовий чемпіон СРСР (1946, 1947, 1949, 1952—1954) у складі вісімки.
Після закінчення спортивної кар'єри працював викладачем у Московському авіаційному інституті.

## На Олімпійських іграх
У 1952 році на літніх Олімпійських іграх у Гельсінкі (Фінляндія) на змаганнях з академічного веслування посів друге місце у складі вісімки (з результатом 6:31.2).